# Římskokatolická farnost Libřice
Římskokatolická farnost Libřice je územním společenstvím římských katolíků v rámci královéhradeckého vikariátu královéhradecké diecéze. Uchovává si dřívější status expozitury.

## O farnosti
Kostel je zmiňován jako farní v roce 1356, kdy do něj měl k bohoslužbám docházet plebán z Černilova. Původně gotický kostel byl přestavěn ve stylu baroka v první polovině 18. století, ale jádro zůstalo gotické. Ve 20. století přestala být obsazována místní expozitura knězem, a duchovní správa začala být spravována ex currendo z Černilova.
| Kostel                          | Místo   | Bohoslužba | Bohoslužba                 | Poznámka     |
| ------------------------------- | ------- | ---------- | -------------------------- | ------------ |
| Kostel sv. Michaela, archanděla | Libřice | sobota     | 17.00 v zimě, 18.00 v létě | farní kostel |